# 日局クレオソート
日局クレオソート（にっきょくクレオソート）は、木材の構成成分が熱分解されて生成したフェノール類化合物を主成分とする化学混合物。正式名称は木クレオソート（もくクレオソート; 英語: wood-tar creosote, フランス語: la créosote de bois）。

## 概説
ブナなどを乾留させる（通常では木炭を作る）際に水蒸気とともに留出する油層（木タール、水を主成分とする上澄み液がいわゆる木酢液）を蒸留して得られる、淡黄色透明で燻製のような臭いのある油状の液体で、代表的には止瀉薬である正露丸の有効成分として用いられている。
古くからクレオソートの名称で知られ、日本薬局方の初版から収載されていたが、第十五改正において、製法・成分の異なる石炭由来のクレオソート油と区別されたため、「日本薬局方」の略称「日局」をつけて呼ばれる。第十五改正第一追補より、木クレオソートを正式名称とし、クレオソートは別名となった。「木クレオソート」は、日本薬局方では2014年2月(第十六改正日本薬局方第二追補)から「医薬品各条 生薬等」に分類変更されている。また、医薬関係者に広く使用されている「OTC医薬品事典2018-19 第16版」（2018年4月発刊）でも「腸内殺菌成分」 ⇒「生薬成分」に変更されていたが、2019年6月施行の胃腸薬製造販売承認基準の変更(Ⅴ欄(止瀉剤) 1項：殺菌剤 ⇒ ５項:生薬へと変更)により、それらの整合性がとれることとなった。
このように名称が分けられた原因としては、過去のクレオソートに関する論争がある。#ジャーナリズムによる医用批判参照。

## 主成分
- グアイアコール（グアヤコール）
- クレオソール（creosol、4-メチルグアヤコール）
- フェノール
- p-クレゾール(cresol)
- 4-エチルグアヤコール
- o-クレゾール

正露丸を製造する大幸薬品が分析し1989年に発表した論文「ブナ木クレオソートのガスクロマトグラフィー・質量分析法および高速液体クロマトグラフィー法による分析」によれば、木クレオソートは22化合物からなり、そのうち19成分がフェノール類の化合物で、上記6成分で80％を占める。

## ジャーナリズムによる医用批判
雑誌週刊金曜日連載の商品の安全性に関するコラムをまとめたブックレット『買ってはいけない』（1999年）の中で、
木クレオソートとクレオソート油を混同したまま「枕木や電柱に使われる防腐剤を医薬品に用いるのか」と工業用クレオソート油のもつ毒性で正露丸批判が行われ、しかもこの本はベストセラーとなった。
これに対して名指しで批判された代表的な正露丸メーカーである大幸薬品は、正露丸に使われる木クレオソートと防腐剤などに使われる工業用クレオソートが根本的に違うことを示し、内容の訂正と出版された本の回収を求める事態となった。
この指摘に対して週刊金曜日誌上において、以下の訂正記事が掲載された。
しかし、著者の三好基晴は、「木クレオソートだから安全とも言えません」として全面的な撤回はせず、
その後に発行された第16刷でも「植物性だからといって安全とは言えない。クレオソートは劇薬である。」と主張している。
木クレオソートの危険性を訴える人々の主張は要約すると以下のとおりである。
- 化学混合物としてのクレオソート自体と主成分中最多の化合物であるグアヤコールは、医薬品服用量において劇薬指定されている。
- 消毒薬として広く用いられたフェノール、クレゾールとグアヤコールは皮膚に障害を与える毒性が知られている。
- その他のキシレノールなどのフェノール類成分も人体に対して強い毒性・有害性を有するものが多い。

一方で、用量次第で毒となることは、ほとんどの医薬品成分について該当する。これらの主張に対して大幸薬品ではウェブサイトにおいて、木クレオソートが下痢症状に対して実際に作用するメカニズムや安全性、他に有名な止瀉薬の成分であるロペラミドと比較した場合の優位性などを細かく掲載している。

## 関連事項
- 英語版記事-Wood creosote